# Državna cesta D545
D545 je državna cesta u Hrvatskoj. Ukupna duljina iznosi 4,66 km.

## Naselja
- Karlovac